# Knoten Graz-West
Der Knoten Graz-West ist ein Autobahnknoten, der die österreichischen Autobahnen Südautobahn A 2 und Pyhrnautobahn A 9 verbindet. Er liegt im Südwesten der steiermärkischen Landeshauptstadt Graz auf dem Gebiet von Pirka. In der Nähe befindet sich der Flughafen Graz.

## Bauform

Skizze

Der Autobahnknoten ist als Mischform von Kleeblatt und Malteser. Der Grund dafür ist, dass sich die beiden Autobahnen spitzwinklig kreuzen.

### Prinzipähnliche Straßenkreuzungen
- Autobahndreieck Nahetal bei Bingen, Weiterbau der deutschen A 60 war geplant, nur der Abzweig von der A 61 bis nach Rüsselsheim wurde realisiert
- AS Miquelallee in der Frankfurter Innenstadt, A 66 (Deutschland)
- Autobahnkreuz München-Nord, Übergang der deutschen A 9 in den Münchener Autobahnring (A 99)

### Prinzipgleiche Straßenkreuzungen
- Autobahnkreuz Oberhausen-West zwischen den deutschen Bundesautobahnen 3 und 42